# Antonio Tambosi
Antonio Tambosi (Trento, 27 luglio 1853 – Trento, 6 febbraio 1921) è stato un politico, imprenditore e mecenate italiano.

## Biografia
Già consigliere comunale e presidente della Società degli alpinisti tridentini, fu eletto podestà di Trento per due mandati consecutivi dal 1895 al 1899 e successivamente dal 1911 al 1913. Di orientamento politico liberale, dal 1901 al 1905 fu deputato al parlamento di Vienna, nel quale ricoprì anche la carica di vicepresidente.
Nominato senatore del Regno d'Italia il 30 settembre 1920, morì l'anno seguente, prima di entrare in carica.
A lui è dedicato l'Istituto Tecnico Commerciale di Trento nonché una scuola primaria a Bolzano.